# Hội nghị cấp cao Đông Á lần thứ 5
Hội nghị cấp cao Đông Á là cuộc họp hàng năm giữa các quốc gia Đông Á và các quốc gia khách mời. Hội nghị cấp cao Đông Á lần 5 được tổ chức ở Việt Nam vào ngày 30 tháng 10 năm 2010.

## Những người đại diện cho các nước tham gia
Có 18 nước đã tham gia hội nghị lần thứ 5 bao gồm 10 nước Đông Nam Á, 3 nước Đông Bắc Á là Trung Quốc, Hàn Quốc, Nhật Bản cùng với Ấn Độ, Úc, Tân Tây Lan, Nga và Mỹ:

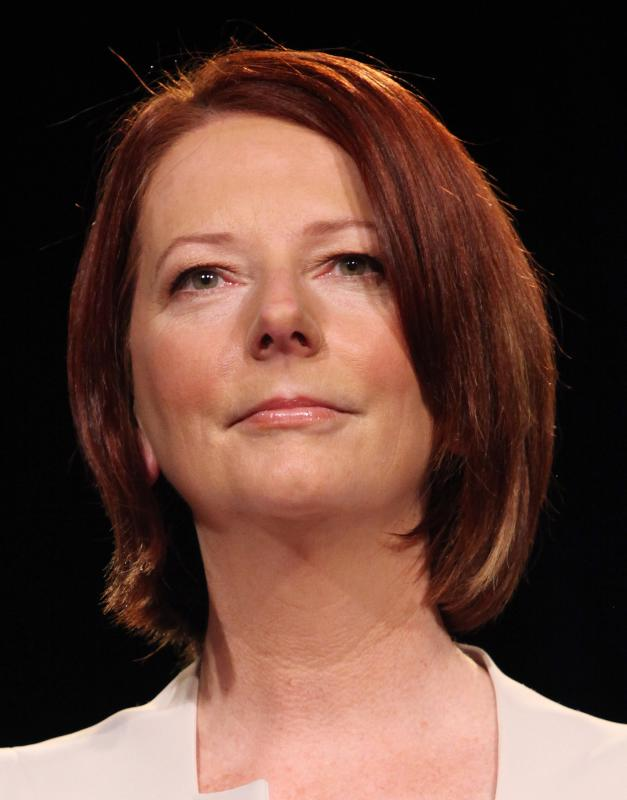
Julia Gillard Thủ tướng Úc
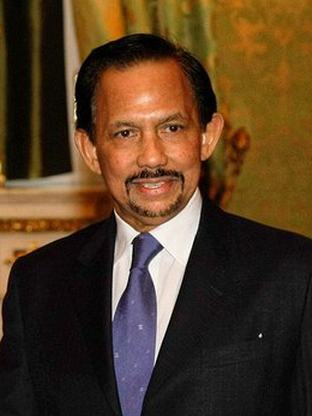
Hassanal Bolkiah Quốc vương Brunei
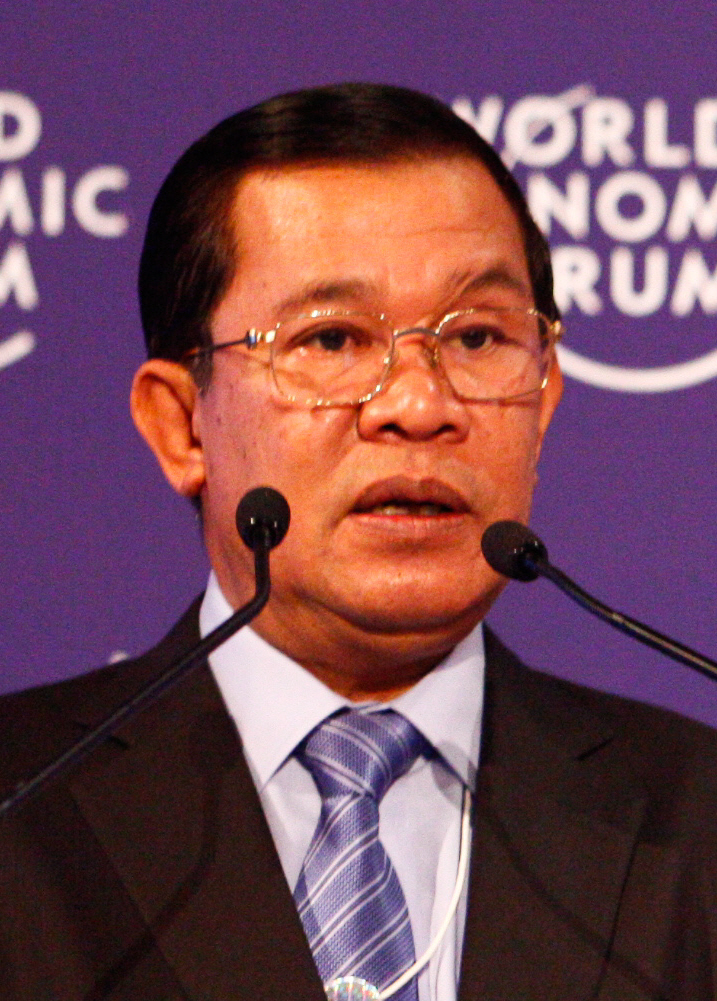
Hun Sen Thủ tướng Campuchia
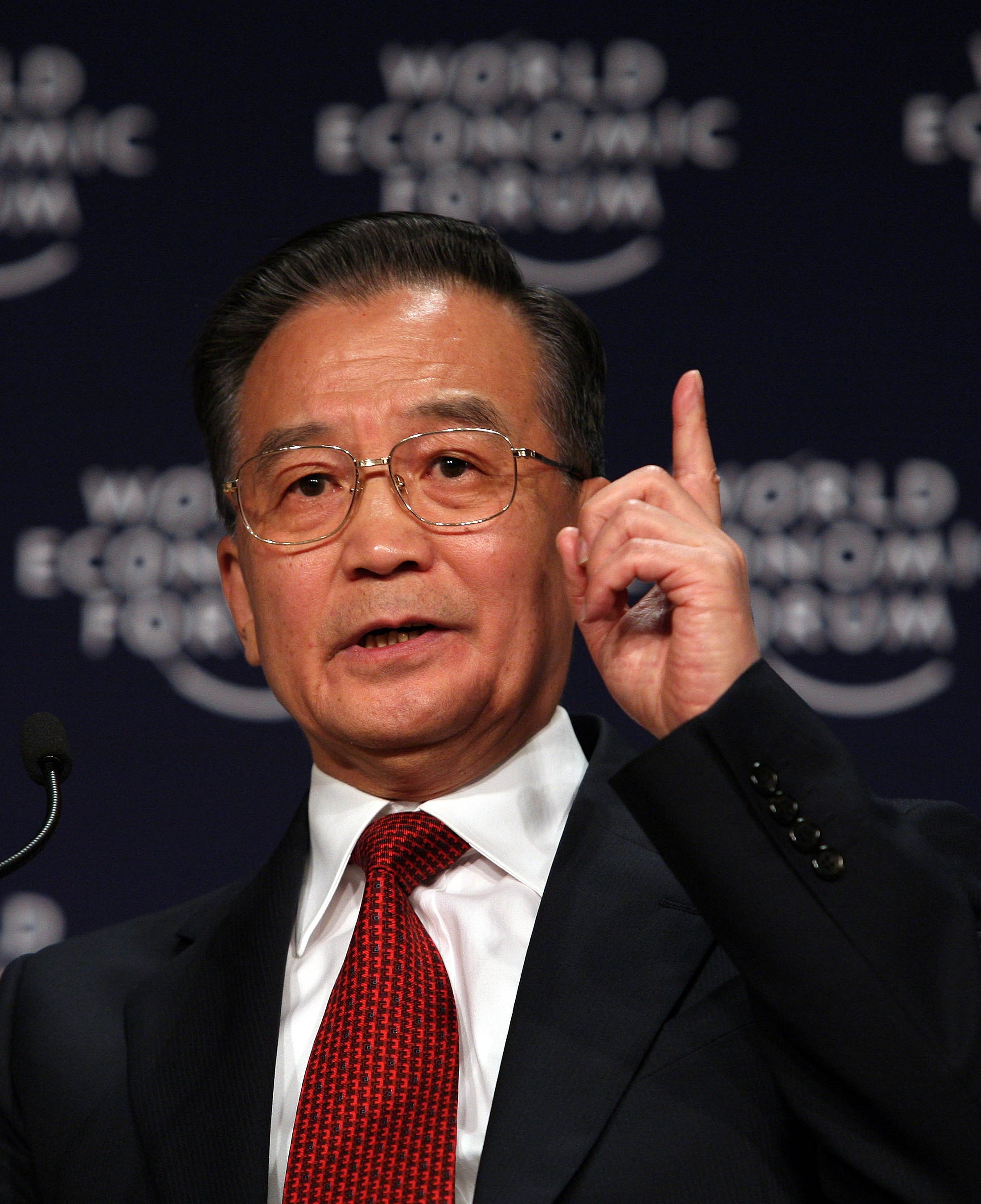
Ôn Gia Bảo Thủ tướng Trung Quốc
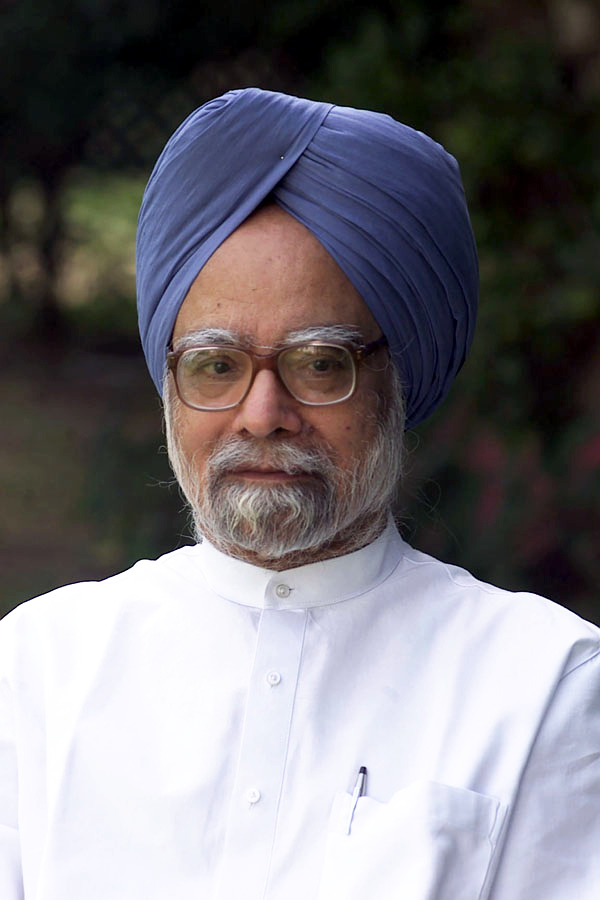
Manmohan Singh Thủ tướng Ấn Độ
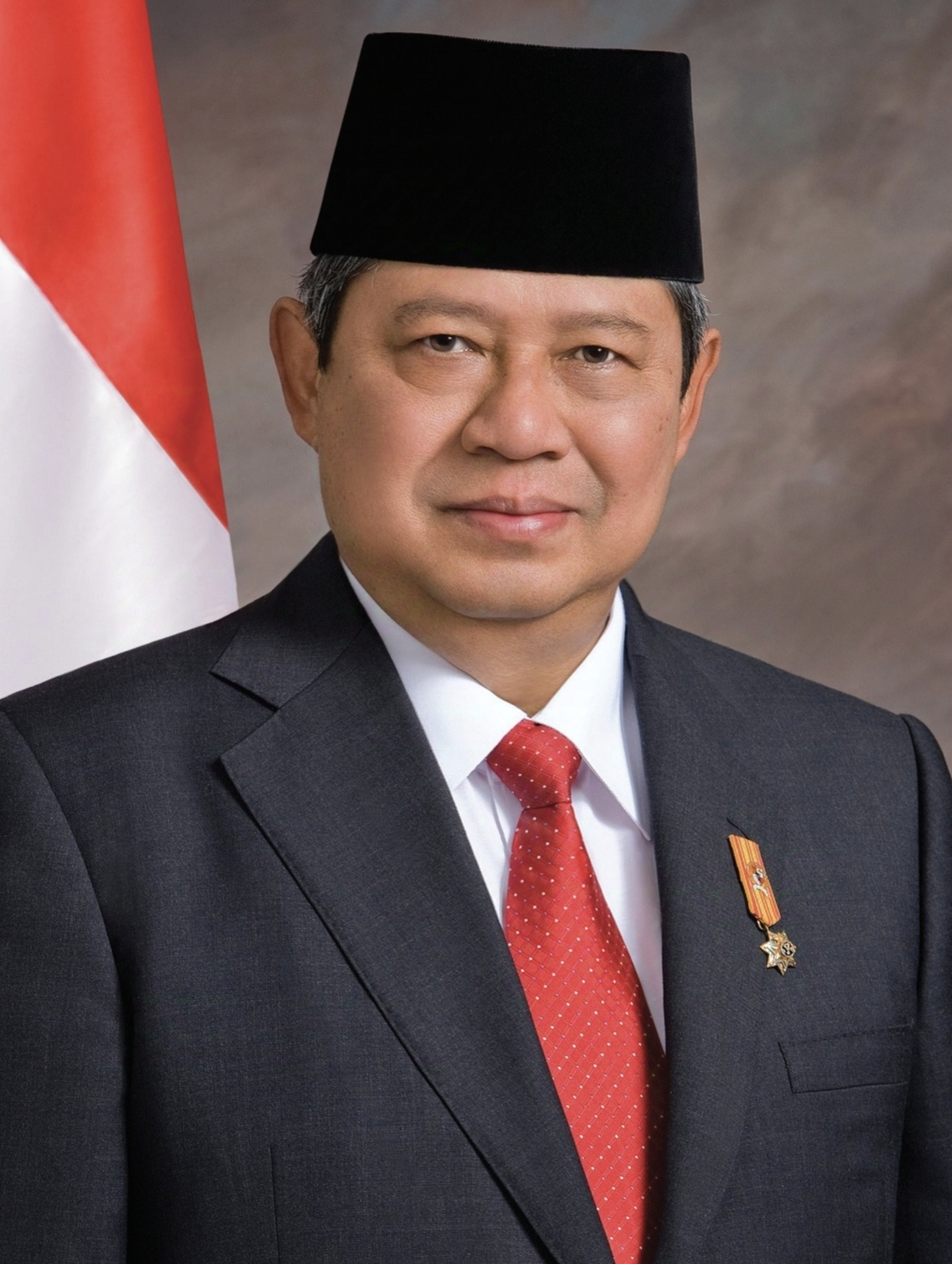
Susilo Bambang Yudhoyono Tổng thống Indonesia
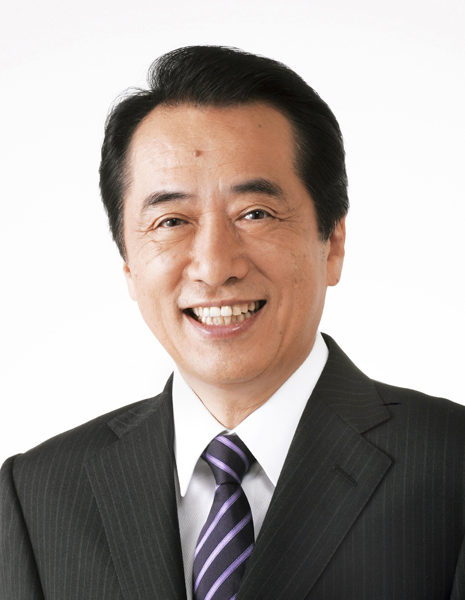
Naoto Kan Thủ tướng Nhật Bản
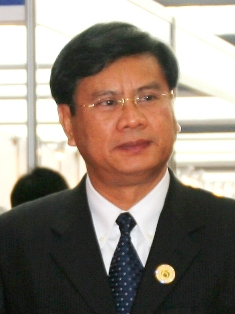
Bouasone Bouphavanh Thủ tướng Lào
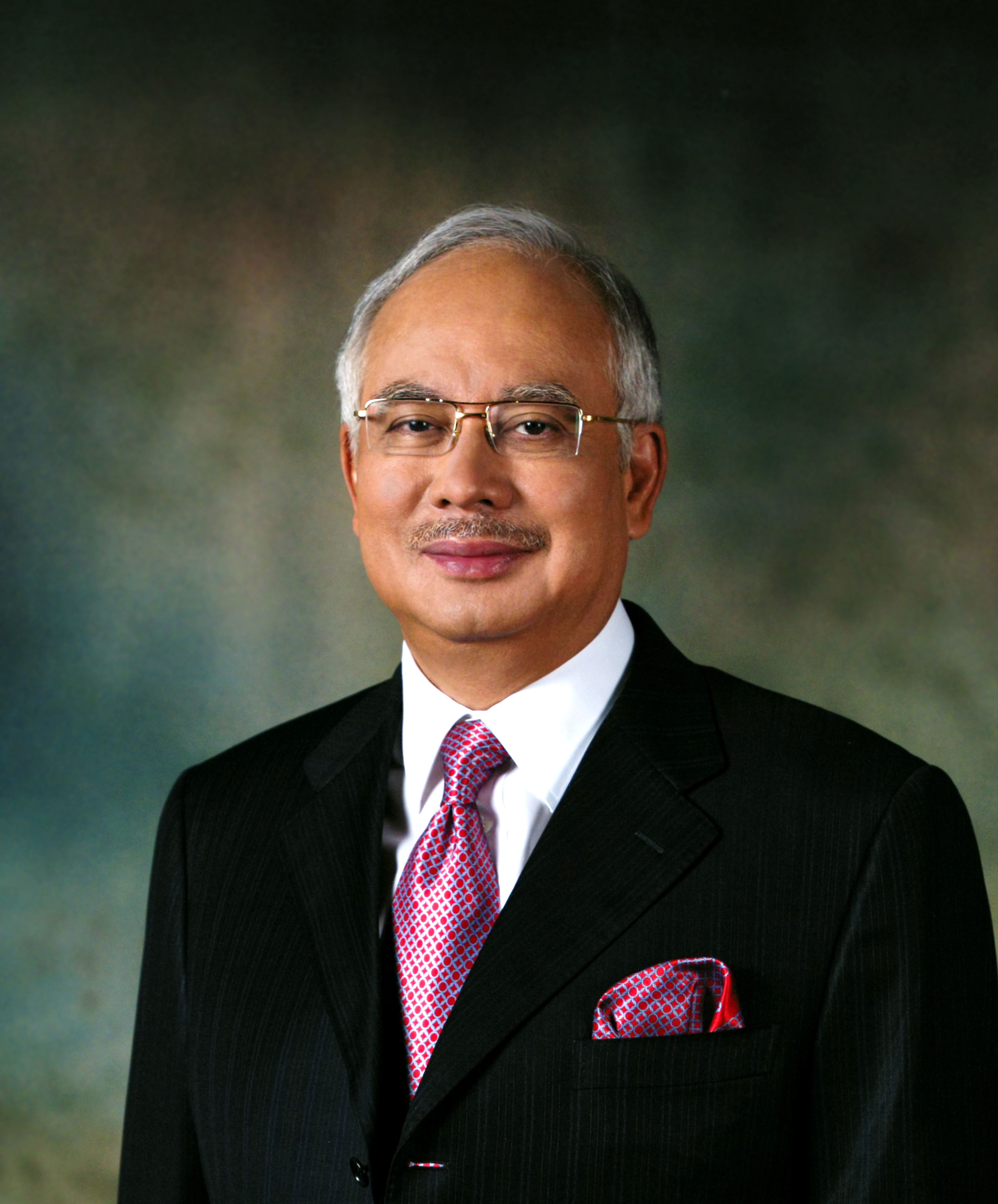
Najib Tun Razak Thủ tướng Malaysia
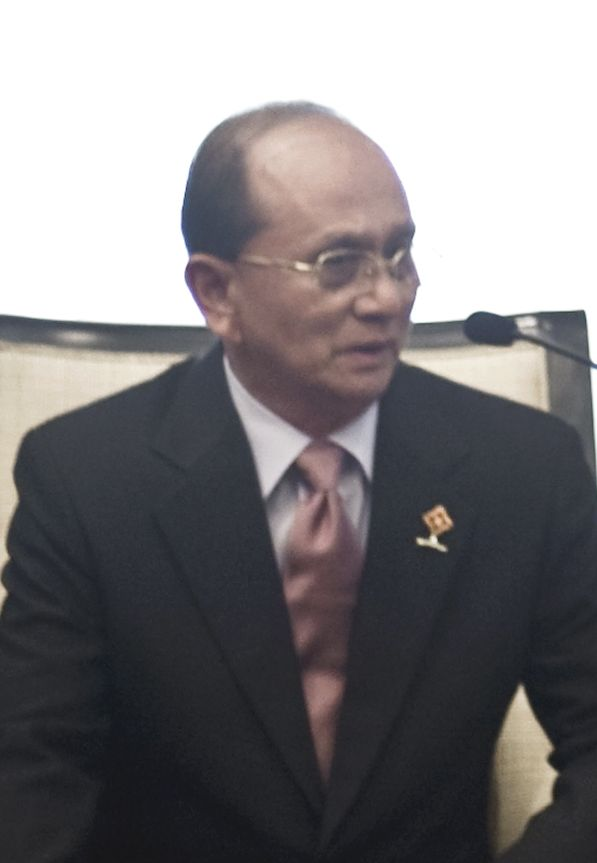
Thein Sein Thủ tướng Myanmar
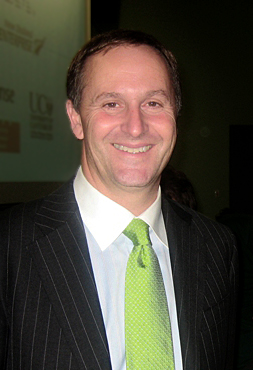
John Key Thủ tướng New Zealand
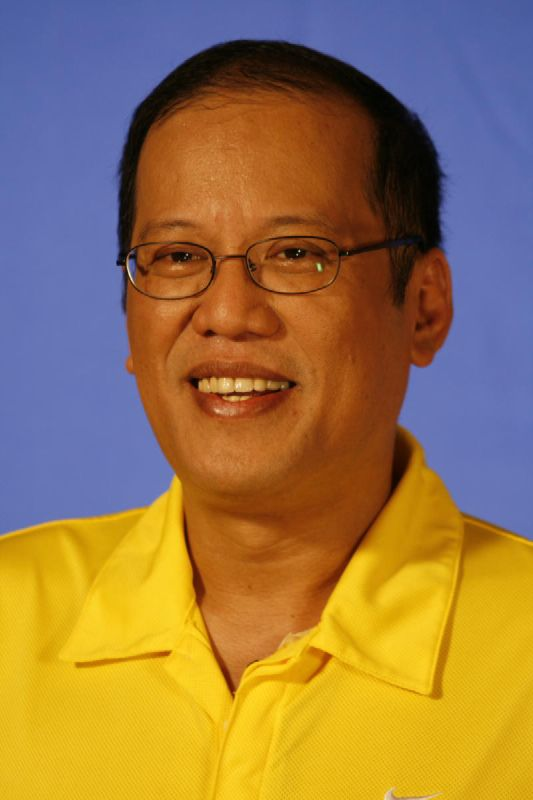
Benigno Aquino III Tổng thống Philippines
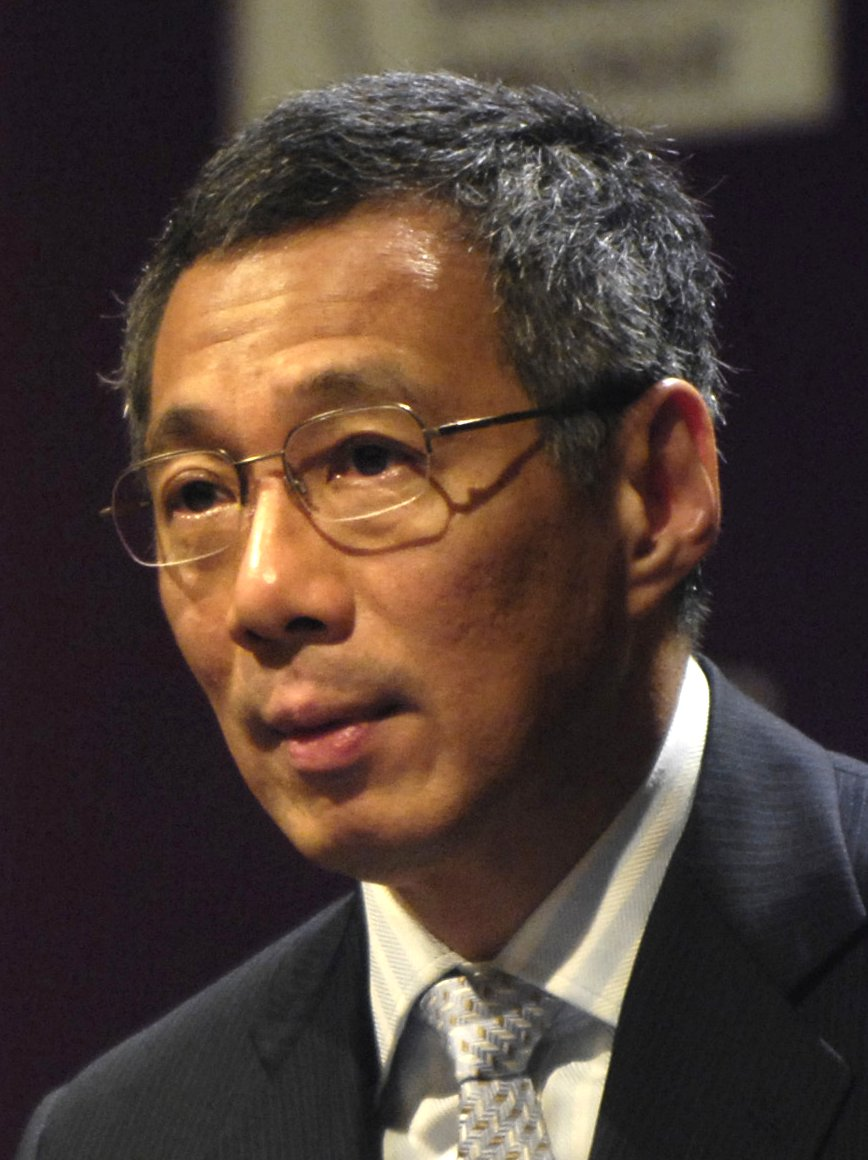
Lý Hiển Long Thủ tướng Singapore
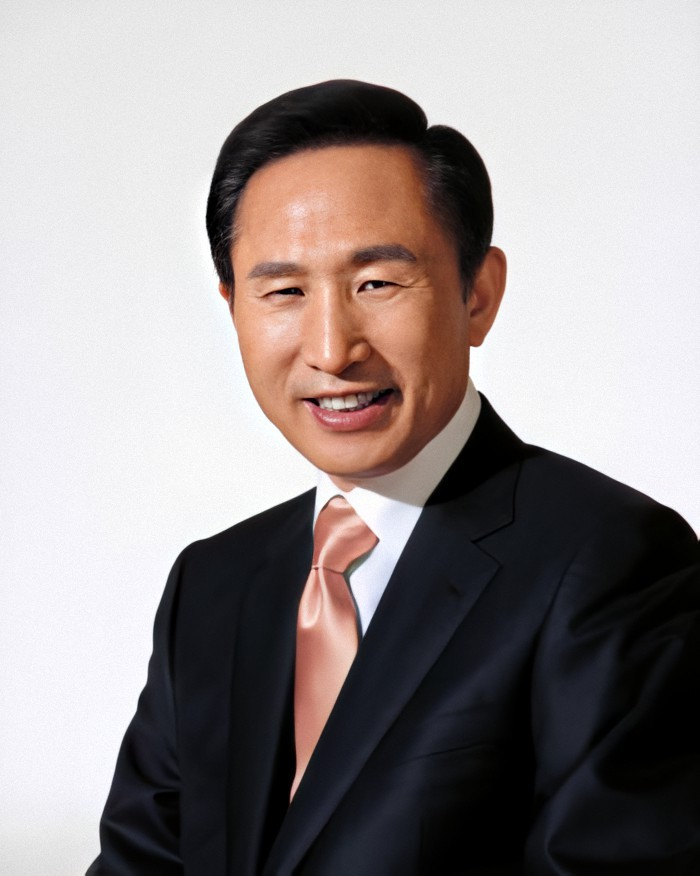
Lee Myung-bak Tổng thống Hàn Quốc
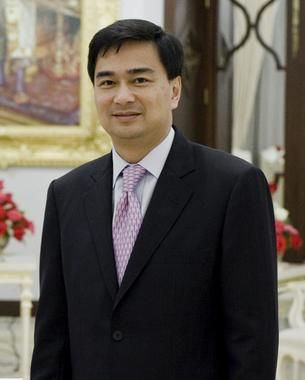
Abhisit Vejjajiva Thủ tướng Thái Lan

Cùng với các Ngoại trưởng của Hoa Kỳ
và Nga

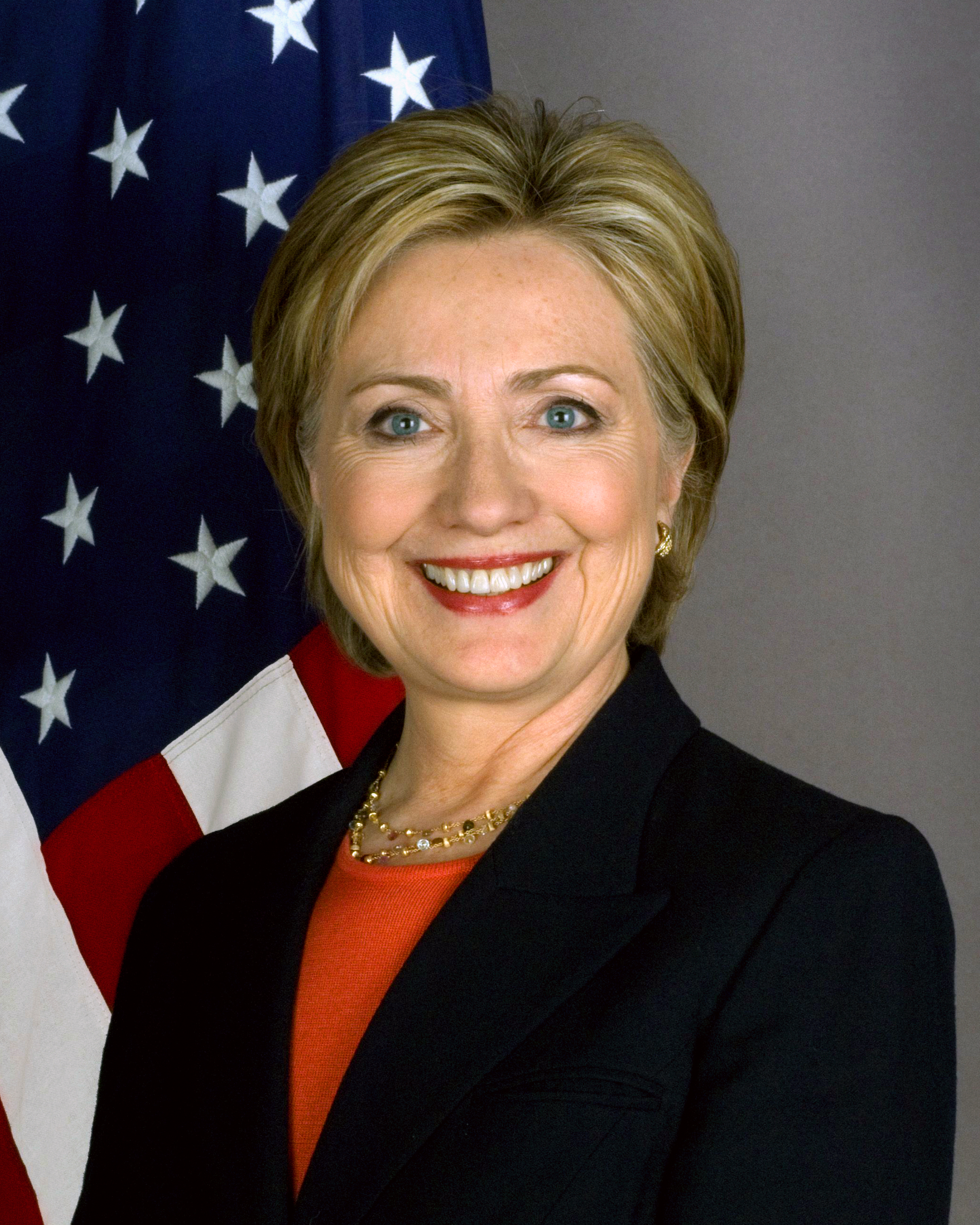
Hillary Clinton Ngoại trưởng Mỹ
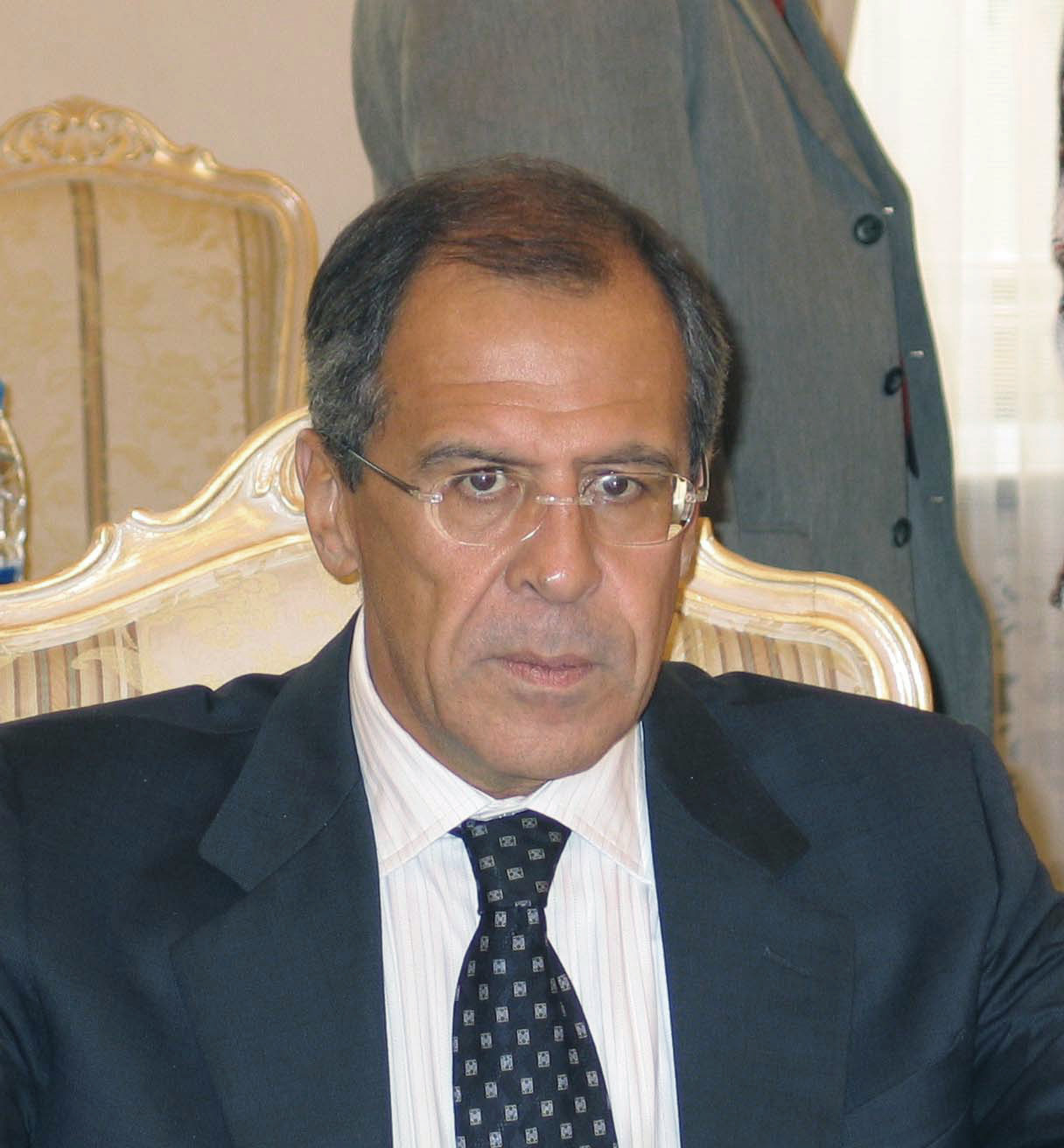
Sergey Lavrov Ngoại trưởng Nga